# Головко, Анатолий Григорьевич
Анатолий Григорьевич Головко (род. 1952) — директор общества «Гайчур», Запорожская область, Герой Украины (2004).

## Биография
Родился 8 июля 1952 года.
Окончил Днепропетровский сельскохозяйственный институт, агроном.
Работает директором ООО «Гайчур», пгт Терноватое, Новониколаевский район, Запорожская область.
Является членом Совета Аграрного союза Украины.

## Награды и звания
- Герой Украины (с вручением ордена Державы, 16 ноября 2004 года — за выдающийся личный вклад по обеспечению получения наивысших в регионе показателей по производству сельскохозяйственной продукции, развитие социальной сферы, многолетний самоотверженный труд).
- Орден «За заслуги» III степени (2002).
- Заслуженный работник сельского хозяйства Украины (1992).